# Букуља
Букуља је планина у Шумадији, у чијем подножју се налазе Аранђеловац и Буковичка бања, а њен највиши врх је висок 696 метара. Она је вулканског порекла, што доказује присуство гранитних стена које у себи садрже специфичну комбинацију минерала. Обрасла је буковом, грабовом и храстовом шумом, а назив планине потиче од речи букуљ – деминутива словенске речи бук. Погодна је за припреме спортских екипа, а обележене пешачке стазе воде од парка Буковичке бање до врха планине. Штити град од јаких ветрова. На врху се налази хидрометеоролошка станица, а на њеним ободима је Гарашко језеро. Представља омиљено излетиште Аранђеловчана и бањских гостију, а поседује више угоститељских објеката као што су Букуља, Качара и Код Цоке. На њој се налази извориште газиране минералне воде Књаз Милош.